# Lancio del giavellotto
Il lancio del giavellotto, a volte definito anche tiro del giavellotto, è una specialità sia maschile che femminile dell'atletica leggera, in cui l'atleta cerca di scagliare il più lontano possibile un attrezzo di forma affusolata fatto di metallo e fibra di vetro detto per l'appunto giavellotto.

## Regole
Le regole sono simili a quelle delle altre prove di lancio: i concorrenti hanno a disposizione 6 tentativi, vengono valutati in base al loro miglior risultato, e vince chi ha raggiunto la distanza massima. A differenza degli altri lanci, non viene utilizzata una pedana circolare, bensì un'area di rincorsa, coperta dallo stesso materiale usato per le piste di velocità dell'atletica, delimitata in fondo da una striscia dipinta per terra. Gli atleti devono rilasciare il giavellotto prima di tale striscia e devono comunque uscire dalla pedana da un lato, altrimenti il lancio è nullo.
L'attrezzo per essere accettato in gara e per l'omologazione di un record deve essere conforme alle specifiche della World Athletics. Il peso del giavellotto per le donne è di 600 grammi e per gli uomini 800 grammi. La pedana entro la quale l'atleta esegue la rincorsa per lanciare deve essere lunga tra i 30 ed i 36,5 metri e larga 4 metri. Il lancio è valido se l'estremità della testa metallica tocca il terreno prima di ogni altra parte del giavellotto ed entro i margini interni delle linee bianche delimitanti il settore di caduta.
I giavellottisti devono raggiungere una notevole velocità durante la rincorsa per poter scagliare lontano l'attrezzo, quindi, oltre alla forza, devono avere capacità atletiche simili a quelle richieste nelle gare di corsa o di salto. Per questo le caratteristiche fisiche dei giavellottisti sono più vicine a quelle dei velocisti o dei saltatori, piuttosto che alle strutture massicce degli altri lanciatori. L'attuale primatista mondiale (il ceco Železný) nella categoria under 20 è stato un ottimo decatleta. Il lancio del giavellotto fa parte del programma olimpico sin dall'inizio delle Olimpiadi moderne.

### Modifiche regolamentari

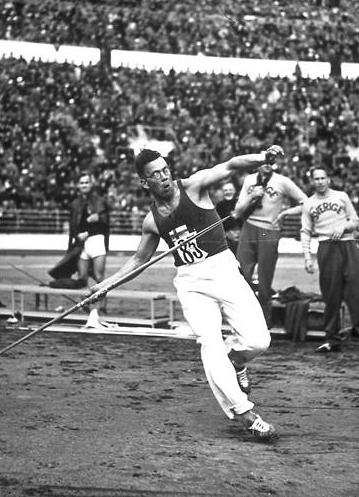
Matti Järvinen ai Giochi olimpici di

Nel 1986 all'attrezzo usato dagli uomini venne portato il baricentro più in avanti di 4 cm per limitarne la parabola e diminuirne il veleggiamento, consentendo da un punto di vista tecnico un miglior atterraggio di punta dell'attrezzo, limitando così i casi sempre più frequenti di lanci dubbi con il giavellotto che al momento dell'atterraggio pur toccando con la punta non si conficcava nel terreno; queste modifiche si resero necessarie anche per meglio tutelare l'incolumità degli spettatori, infatti a causa dell'eccessiva gittata dei lanci il giavellotto rischiava di finire oltre la zona destinata alle gare.
All'entrata in vigore del nuovo regolamento, il record mondiale superava i 100 metri, precisamente 104,80 metri ottenuto da parte del tedesco orientale Uwe Hohn. Nel 1999 fu analogamente ridisegnato anche il giavellotto delle donne che con Petra Felke, anch'ella tedesca orientale, avevano raggiunto gli 80,00 m.

## Tecnica di lancio
Il lancio del giavellotto, nella tecnica moderna, viene solitamente preparato attraverso una rincorsa "particolare", formata principalmente da due fasi: la fase ciclica e quella aciclica.
Nella prima fase, quella ciclica, l'atleta imprime una non eccessiva accelerazione alla sua rincorsa, correndo in posizione frontale e raggiungendo una velocità che gli consenta comunque di gestire al meglio gli ultimi delicati passi che precedono il lancio. Il passaggio alla seconda fase di lancio, quella aciclica, avviene grazie al gesto tecnico conosciuto come sfilata, nel quale l'arto che impugna il giavellotto si distende e l'atleta procede con una corsa laterale caratterizzata dai classici passi incrociati. Esistono diverse tecniche di sfilata, tra i quali quella classica e quella molto spettacolare ed impegnativa della sfilata alla Zelezny.
La fase aciclica è la fase fondamentale del lancio, poiché culmina col rilascio dell'attrezzo: i passi incrociati (che variano in numero a seconda della preparazione fisica e della tecnica dell'atleta) terminano col passo impulso, un passo più lungo degli altri che porta il corpo verso la fase di puntello, dove la gamba sinistra (per un atleta destrorso) si blocca puntandosi alla pedana e facendo ruotare tutto il corpo su di essa. È importante che il puntello avvenga ad una distanza tale dalla linea bianca che sia possibile anche il recupero, ovvero l'arresto completo del corpo dopo la frustata di rilascio dell'attrezzo. Molti sono gli aspetti da tenere in considerazione per un buon lancio: l'impugnatura, l'importantissimo gioco di gambe, la rilassatezza dell'arto lanciante e molte altre finezze, che sono diverse per ogni lanciatore, e che si affinano solo attraverso ripetute prove in allenamento.

## Record

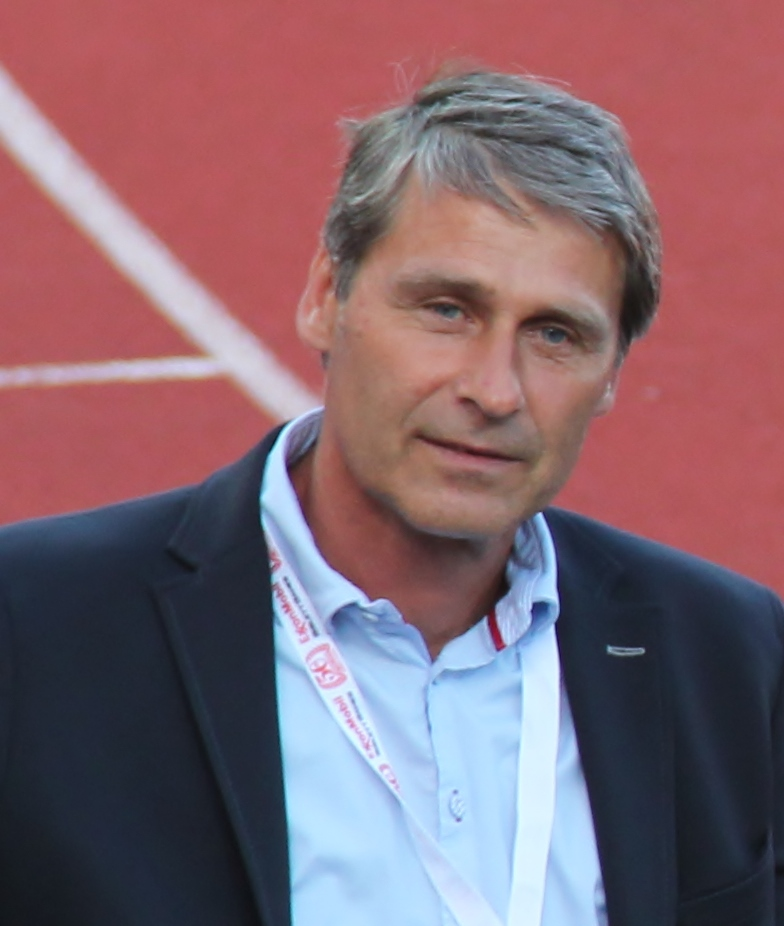
Jan Železný, detentore del record mondiale del giavellotto

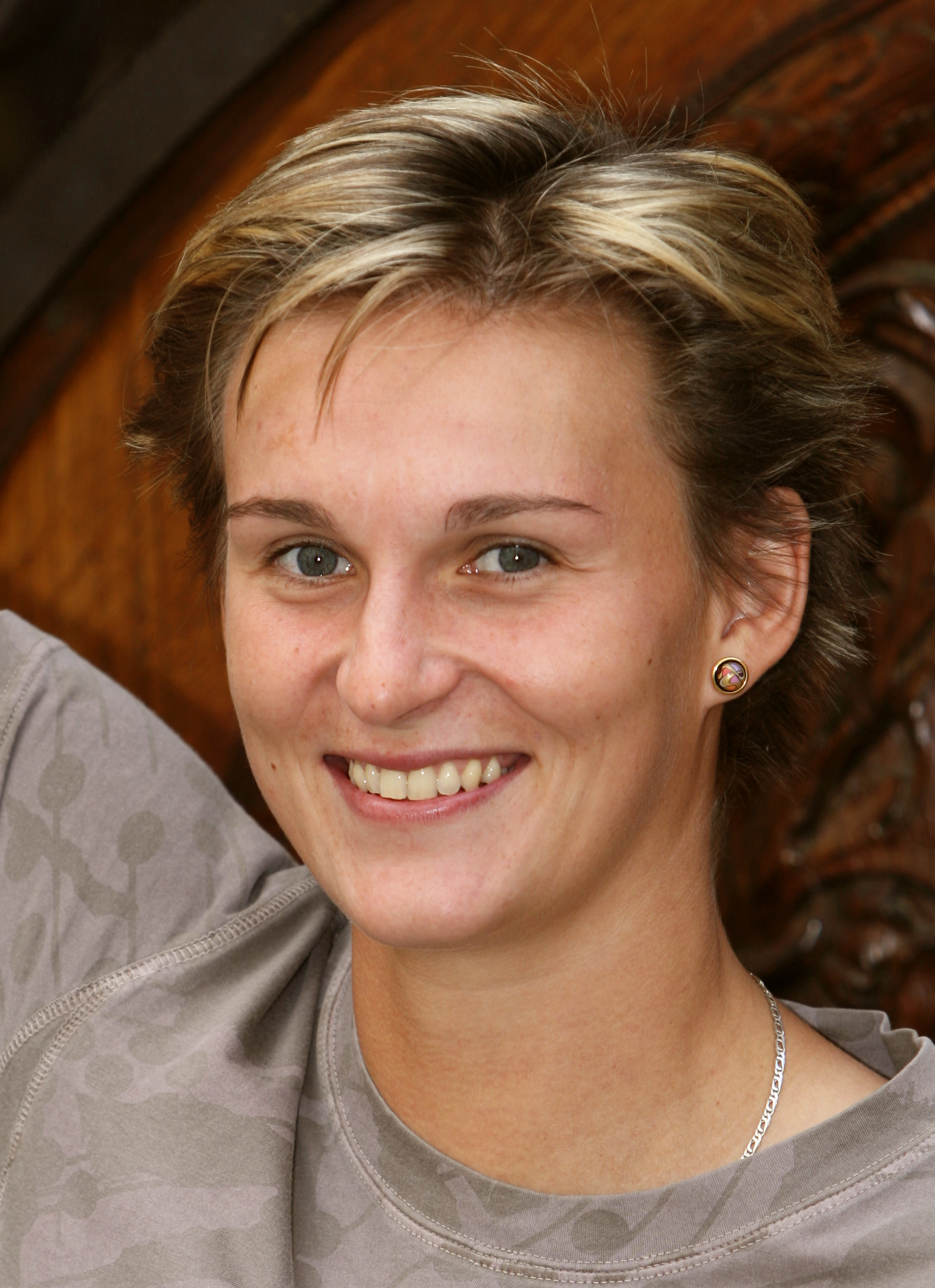
Barbora Špotáková, primatista mondiale della specialità

Il record mondiale del lancio del giavellotto è di 98,48 metri per gli uomini, stabilito dal ceco Jan Železný il 25 maggio 1996 all'Ernst-Abbe-Sportfeld di Jena (Germania) e di 72,28 metri per le donne, stabilito dalla ceca Barbora Špotáková il 13 settembre 2008 a Stoccarda (Germania).

### Maschili
Statistiche aggiornate al 8 agosto 2024.
|                             | Misura  | Atleta                 | Luogo    | Data             |
| --------------------------- | ------- | ---------------------- | -------- | ---------------- |
| Record mondiale             | 98,48 m | Jan Železný            | Jena     | 25 maggio 1996   |
| Record olimpico             | 92,97 m | Arshad Nadeem          | Parigi   | 8 agosto 2024    |
| Record africano             | 92,72 m | Julius Yego            | Pechino  | 26 agosto 2015   |
| Record asiatico             | 92,97 m | Arshad Nadeem          | Parigi   | 8 agosto 2024    |
| Record europeo              | 98,48 m | Jan Železný            | Jena     | 25 maggio 1996   |
| Record nord-centroamericano | 93,07 m | Anderson Peters        | Doha     | 13 maggio 2022   |
| Record oceaniano            | 89,02 m | Jarrod Bannister       | Brisbane | 29 febbraio 2008 |
| Record sudamericano         | 85,91 m | Luiz Mauricio Da Silva | Parigi   | 6 agosto 2024    |

### Femminili
Statistiche aggiornate al 30 settembre 2021.
|                             | Misura  | Atleta            | Luogo      | Data              |
| --------------------------- | ------- | ----------------- | ---------- | ----------------- |
| Record mondiale             | 72,28 m | Barbora Špotáková | Stoccarda  | 13 settembre 2008 |
| Record olimpico             | 71,53 m | Osleidys Menéndez | Atene      | 27 agosto 2004    |
| Record africano             | 69,35 m | Sunette Viljoen   | New York   | 9 giugno 2012     |
| Record asiatico             | 67,98 m | Lü Huihui         | Shenyang   | 2 agosto 2019     |
| Record europeo              | 72,28 m | Barbora Špotáková | Stoccarda  | 13 settembre 2008 |
| Record nord-centroamericano | 71,70 m | Osleidys Menéndez | Helsinki   | 14 agosto 2005    |
| Record oceaniano            | 68,92 m | Kathryn Mitchell  | Gold Coast | 11 aprile 2018    |
| Record sudamericano         | 66,70 m | Flor Ruíz         | Cuiaba     | 12 maggio 2024    |

Legenda:
: record mondiale
: record olimpico
: record africano
: record asiatico
: record europeo
: record nord-centroamericano e caraibico
: record oceaniano
: record sudamericano

## Migliori atleti

### Maschili
Statistiche aggiornate al 8 agosto 2024.
|     | Misura  | Atleta          | Luogo     | Data             |
| --- | ------- | --------------- | --------- | ---------------- |
| 1.  | 98,48 m | Jan Železný     | Jena      | 25 maggio 1996   |
| 2.  | 97,76 m | Johannes Vetter | Chorzów   | 6 settembre 2020 |
| 3.  | 93,90 m | Thomas Röhler   | Doha      | 5 maggio 2017    |
| 4.  | 93,09 m | Aki Parviainen  | Kuortane  | 26 giugno 1999   |
| 5.  | 93,07 m | Anderson Peters | Doha      | 13 maggio 2022   |
| 6.  | 92,97 m | Arshad Nadeem   | Parigi    | 8 agosto 2024    |
| 7.  | 92,72 m | Julius Yego     | Pechino   | 26 agosto 2015   |
| 8.  | 92,61 m | Sergej Makarov  | Sheffield | 30 giugno 2002   |
| 9.  | 92,60 m | Raymond Hecht   | Oslo      | 21 luglio 1995   |
| 10. | 92,06 m | Andreas Hofmann | Offenburg | 2 giugno 2018    |

### Femminili
Statistiche aggiornate al 30 maggio 2021.
|     | Misura  | Atleta              | Luogo             | Data              |
| --- | ------- | ------------------- | ----------------- | ----------------- |
| 1.  | 72,28 m | Barbora Špotáková   | Stoccarda         | 13 settembre 2008 |
| 2.  | 71,70 m | Osleidys Menéndez   | Helsinki          | 14 agosto 2005    |
| 3.  | 71,40 m | Maria Andrejczyk    | Spalato           | 9 maggio 2021     |
| 4.  | 70,53 m | Marija Abakumova    | Berlino           | 1º settembre 2013 |
| 5.  | 70,20 m | Christina Obergföll | Monaco di Baviera | 23 giugno 2007    |
| 6.  | 69,48 m | Trine Hattestad     | Oslo              | 28 luglio 2000    |
| 7.  | 69,35 m | Sunette Viljoen     | New York          | 9 giugno 2012     |
| 8.  | 69,19 m | Christin Hussong    | Chorzów           | 30 maggio 2021    |
| 9.  | 68,92 m | Kathryn Mitchell    | Gold Coast        | 11 aprile 2018    |
| 10. | 68,43 m | Sara Kolak          | Losanna           | 6 luglio 2017     |